# HeLa

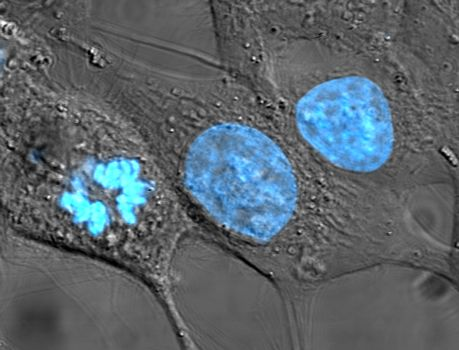
Buňky HeLa s obarvenou DNA modře (barvivo Hoechst 33258). Buňka vlevo zastižena v mitóze, prostřední a pravá buňka v interfázi.

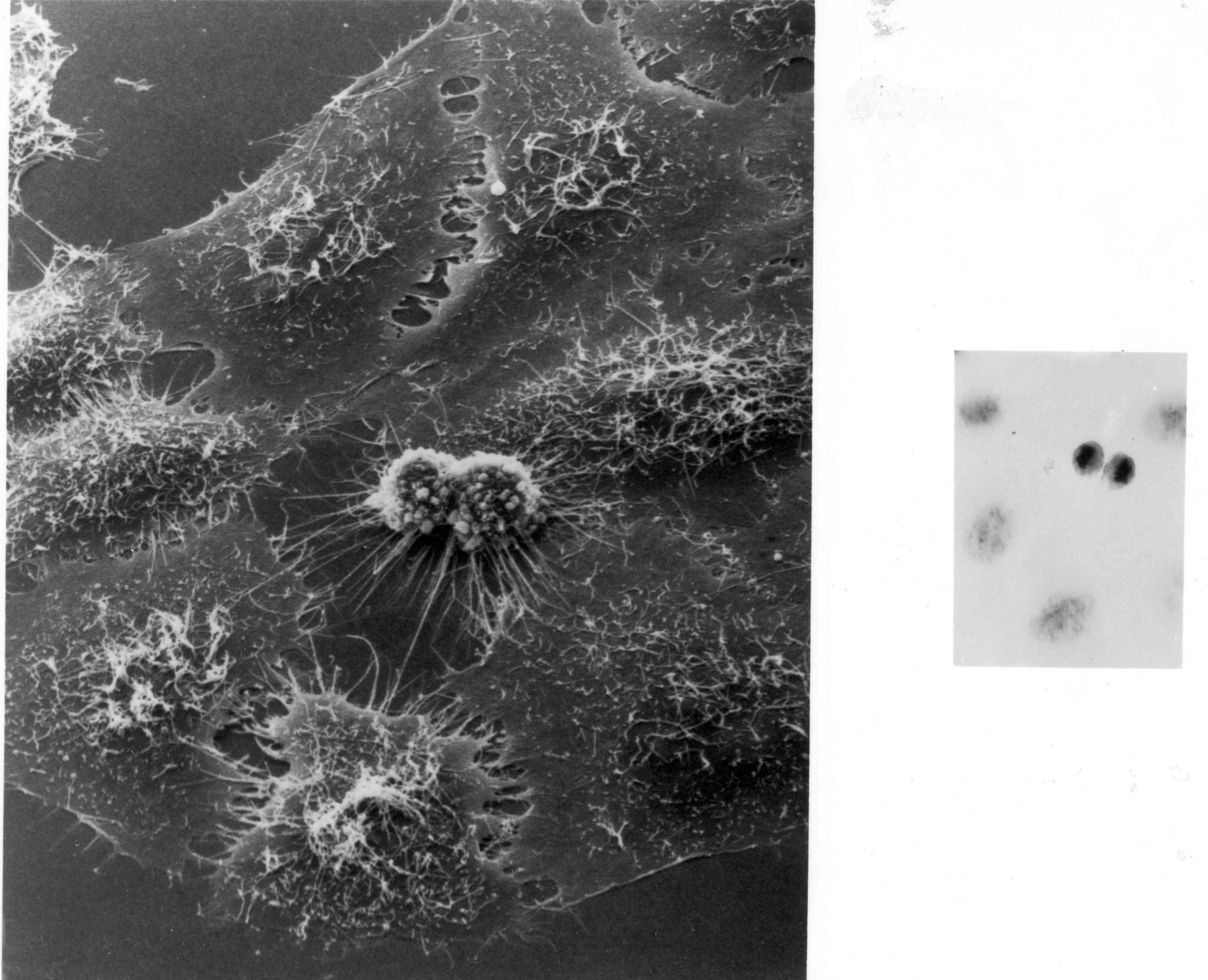
Dělící se buňky HeLa pod skenovacím elektronovým mikroskopem

HeLa je nesmrtelná buněčná linie lidských epiteliálních buněk. Jedná se o nádorové buňky izolované 8. 2. 1951 z karcinomu děložního hrdla 31leté Henrietty Lacksové (z prvních dvou písmen jména a příjmení této ženy pochází i název této buněčné linie). HeLa je nejstarší a nejvyužívanější buněčná linie vůbec. Buňky HeLa se dnes kultivují v laboratořích takřka po celém světě a využívají se ve výzkumu v různých cytologických a molekulárně biologických oborech, jako je například imunologie či onkologie. Byly využity při studiu buněčného cyklu nebo při studiích zkoumajících vliv vesmírného prostředí na lidské buňky. Dokonce byly použity k tisku na 3D tiskárně k vytištění nádoru.

## Historie

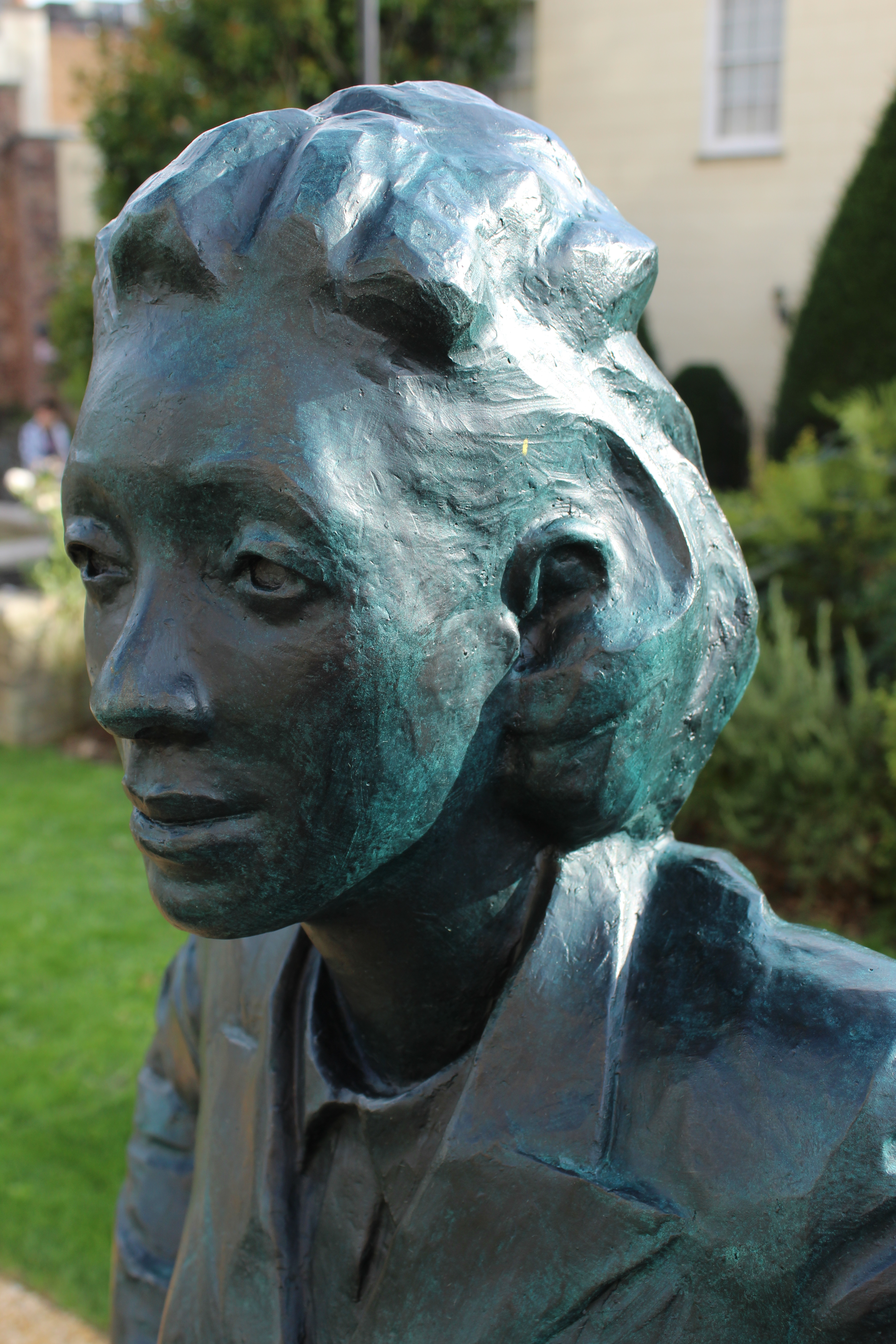
Socha Henrietty Lacksové. Royal Fort House, Bristol.

Henrietta Lacksová byla 31letá afroamerická žena, matka 5 dětí, přijatá v roce 1951 do nemocnice Johns Hopkins Hospital v Baltimoru pro nepravidelné vaginální krvácení a později léčena pro karcinom děložního čípku. Zemřela o pár měsíců později, 4. října 1951. Henriettě Lacksové byla chirurgem Lawrence Wharton Jr. odebrána část nádorové tkáně, která byla předána do laboratoře tkáňových kultur pod vedením George Otto Gey. V laboratoři bylo ihned rozpoznáno, že jsou buňky mimořádně životaschopné, dělící se každých 20–24 hodin. Veškeré předešlé buněčné kultury v laboratoři ihned zahynuly. Buněčná linie HeLa byla první životaschopnou linií in vitro s mimořádným potenciálem pro budoucí uplatnění v medicíně a vědě. K odebrání části nádorové tkáně pacientky, k pojmenování buněčné linie jménem dle pacientky, ani k jejímu dalšímu nakládání nebyl dán žádný informovaný souhlas ani Henriettou Lacksovou ani její rodinou. V té době svolení ani souhlas nebyly vyžadovány. Buňky byly později komercializovány, i když nebyly nikdy patentovány. Kompletní sekvence genomu HeLa byla zveřejněna a publikována 11. března 2013 bez vědomí rodiny Lacksů. Přístup k datům a užití byl upraven Francisem Collinsem po několika jednáních s rodinou Lacksů. Roku 2021 rodina Lacksů zažalovala za využívání buněk HeLa společnost Thermo Fisher Scientific, spor skončil mimosoudním vyrovnáním.

## Popis
Buňky HeLa jsou nesmrtelná buněčná linie, tzn. mohou se bez omezení množit. Obcházejí tzv. Hayflickův limit, který způsobí po několika desítkách dělení smrt buněk z důvodu zkrácených telomer. Tento limit buňky HeLa obchází aktivací telomeráz, enzymů, které jsou schopné zpětně telomery prodloužit.
Genom HeLa vznikl horizontálním přenosem genů z papilomaviru 18 (HPV 18) do lidských cervikálních buněk a prošel řadou změn oproti lidskému genomu. Jedná se o hypertriploidní linii (3n+), která nese 76 až 80 chromozomů, s 22 až 25 klonálně abnormálními chromosomy, známými pod pojmem „Hella signature chromosomes“. Aberantní karyotyp buněk HeLa je extrémně stabilní, umožňující buňkám se rychle množit. Pravděpodobně se nacházel již v původním karcinomu děložního čípku pacientky.
Buňky mají aneuploidní počet chromozomů, množí se již přes 50 let a za tu dobu hmotnost vzniklých buněk asi 400× převýšila hmotnost samotné Henrietty Lacksové. Dokonce jsou tak invazivní, že kontaminují Petriho misky s jinými buněčnými liniemi.

## Využití

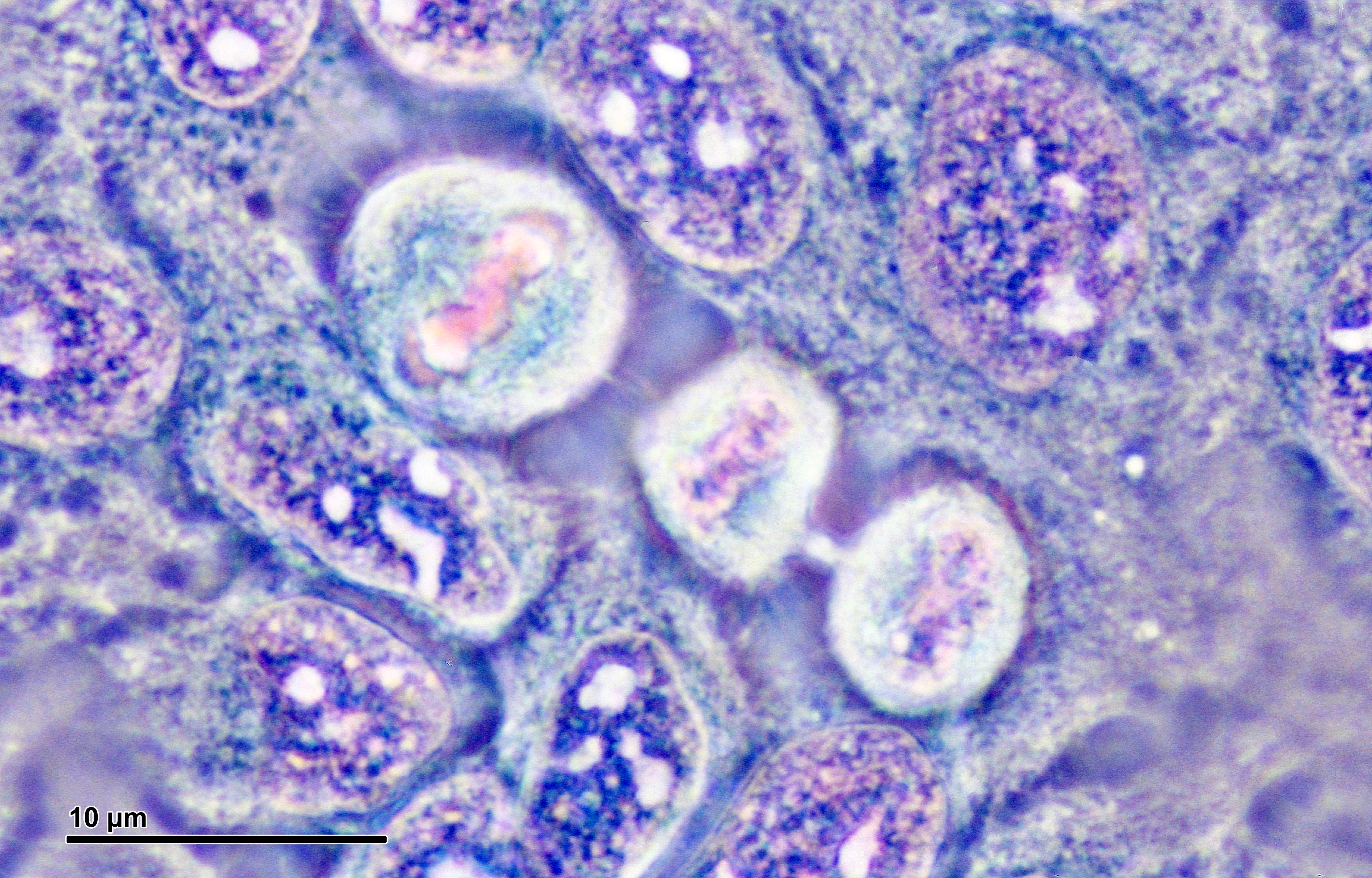
Dělící se buňky HeLa metafázi/telofázi mitotického dělení. Cytologický snímek. Optická mikroskopie: Negativní fázový kontrast.

Buňky HeLa se využívají při výzkumu rakoviny, vývoji vakcín, studiu AIDS, účinku záření, toxických látek, ve virologii a dalších odvětvích. Do roku 2009 vzniklo o výzkumu buněk HeLa přes 60 000 vědeckých článků s přibývajícím množstvím stovek článků každým rokem.
Buňky HeLa byly užity při testování vakcín proti dětské obrně (poliomyelitidě), při vývoji vakcín proti lidskému papilomaviru 18 (HPV 18), který je příčinou rakoviny děložního čípku a na který samotná Henrietta Lacksová zemřela, při testování infekce HIV, Zika, HSV, příušnic a dalších.
Výzkum na buňkách HeLa vedl postupně k přesnému spočítání lidských chromosomů (ke stanovení lidského karyotypu), ke zmapování lidského genomu, k založení Human Genome Project, a k pokročilým metodám při léčbě rakoviny.
V 60. letech 20. století byly buňky HeLa odeslány na sovětský satelit Sputnik-6 ke studiu buněk v mikrogravitaci, kde bylo zjištěno, že se buňky v takovémto prostředí dělí ještě rychleji.

## Helacyton gartleri
V roce 1991 popsal americký biolog Leigh Van Valen buňky HeLa pod jménem Helacyton gartleri jako nový druh savce. Jméno druhu bylo zvoleno na počest genetika Stanleyho M. Gartlera. Ačkoli Van Valenův popis nebyl vědeckou komunitou nikdy plně přijat, nelze jej chápat jako neoprávněný. Buňky HeLa mají odlišný karyotyp, odlišné ekologické nároky a odlišný způsob rozmnožování než člověk. Podobně lze jako samostatné druhy koloniálně žijících savců chápat CTVT, pohlavně přenosný nádor psů, a DFTD, rakovinu tváře ďábla medvědovitého.
Van Valen stanovil pro buňky HeLa samostatný rod a čeleď. Vzhledem k sesterskému vztahu navrženého druhu s člověkem moudrým (Homo sapiens) by však přijetí této klasifikace činilo rod člověk (Homo) parafyletickým. Z kladistického hlediska by se proto hodilo používat pro buňky HeLa jméno Homo gartleri.